# ترامازولين
ترامازولين (بالإنجليزية: Tramazoline)‏ هو مادة كيميائية يتم استخدامها على شكل ترامازولين هيدروكلوريد في المحضرات المضادة لاحتقان الأنف. هو ناهض لمستقبلات-α الأدرينالية يمنع إفراز مخاط الأنف. يسبب ارتفاع ضغط الدم.
1. ↑  tramazoline، QID:Q2311683
2. 1 2  Tramazoline (بالإنجليزية), QID:Q278487